# Пептид YY
Пепти́д YY (синоним пепти́д тирози́н-тирози́н) — пептидный гормон из семейства панкреатического полипептида.

## Структура
Молекула пептида YY имеет в своём составе 36 аминокислотных остатков. Молекулярный вес 4309,8 дальтон. Существуют две основные формы пептида YY: PYY (1-36) и PYY (3-36). Форма PYY (3-36) (синоним РYY3-36) является линейным пептидом и по своей структуре гомологична панкреатическому полипептиду и нейропептиду Y.
Пептид YY, полученный из экстракта прямой кишки человека: H-Tyr-Pro-Ile-Lys-Pro-Glu-Ala-Pro-Gly-Glu-Asp-Ala-Ser-Pro-Glu-Glu-Leu-Asn-Arg-Tyr-Tyr-Ala-Ser-Leu-Arg-His-Tyr-Leu-Asn-Leu-Val-Thr-Arg-Gln-Arg-Tyr-NH2.

## Функции
L-клетки, располагающиеся в слизистой оболочке подвздошной и толстой кишок, продуцируют пептид YY эндокринно (в кровоток) или паракринно, непосредственно в клетки-мишени, через клеточные отростки. Главными стимуляторами секреции пептида YY являются жиры, а также углеводы и желчные кислоты химуса, поступающего в тонкую кишку из желудка. Также стимулятором выделения пептида YY является гастрин-рилизинг-пептид.

### «Подвздошный тормоз»
Основным эффектом пептида YY является замедление желудочной, желчной и панкреатической секреции, а также уменьшение моторной активности ЖКТ, что способствует более длительному нахождению переваренной пищи в кишечнике. Явление замедления продвижения химуса при достижении им подвздошной и толстой кишок называется «подвздошным тормозом».

### Снижение аппетита
Пептид YY при попадании по кровотоку в гипоталамус стимулирует нейроны, от которых зависит чувство насыщения и ингибирует нейроны, стимулирующие возникновение аппетита. В СМИ также появилась информация, что аэробные физические упражнения, такие как бег, плавание, аэробика, вызывают многократное увеличение в крови пептида YY (PYY3-36) и, таким образом, заметно снижают аппетит.